# الجیب
الجیب (به لاتین: Al Jib) یک منطقهٔ مسکونی در دولت فلسطین است.

## خصوصیات
الجیب ۴٬۷۰۰ نفر جمعیت دارد.